# 田頭信幸
田頭 信幸（たがしら のぶゆき、本名同じ、1953年10月27日 - ）は日本の歌手、俳優。

## プロフィール
長崎県佐世保市出身。
1970年、ELLE（エル）名義でGSバンド「ザ・キャッシュ・ボックス」のボーカルとしてデビュー。
ザ・キャッシュ・ボックス
- ELLE（ボーカル）※田頭信幸
- 夏木卓（ボーカル）
- 立花雄二（ボーカル）
- 矢口龍也（ボーカル、パーカッション）※後に矢口竜也に改名してカニバルスへ、さらに矢口栄に改名してハリマオへ。30歳で病没。
- 古城マサミ（ギター）※後にペドロ&カプリシャスへ
- 涌井理恵（オルガン）
- 田中進（ベース）
- 南條貴一（トランペット）
- 石井淳（サックス）
- なべふみお（ドラムス）

1972年3月21日にワーナーブラザーズ・パイオニアよりシングル『恋のパスポート』で、ソロ歌手としてデビュー。同年、NHKのヤング101に加入して、NHK総合テレビジョンの音楽番組『ステージ101』に10月1日から1974年3月31日の番組最終回まで出演。
その後、俳優に転身。

## ディスコグラフィ

### ザ・キャッシュ・ボックス
- ロックン・ロール・リバイバル （1970年5月20日）　SKK-606（キングレコード）

監獄ロック、ワン・ナイト、ビー・バップ・ルーラ、マネー、セイ・ママ、ハート・ブレイク・ホテル、ハウンド・ドック、ロング・トール・サリー、ジョニー・ビー・グッド、ブルー・スウェイド・シューズ、冷たくしないで、ラブ・ミー・テンダー
- 冷たくしないで／ラブ・ミー・テンダー （1970年5月20日）　HIT-766（キングレコード）

### ソロ
- 恋のパスポート （作詞：阿久悠 作曲：宇崎竜童 編曲：前田憲男）／ローザへの手紙　（1972年3月21日）　L-1077A（ワーナーブラザーズ・パイオニア）

## 出演

### 映画
- 吶喊（1975年、ATG）

### テレビドラマ
- ブラザー劇場・刑事くん第3部) - 1974年12月2日放映 第4話「理由－嵐を乗り越えて」 TBS・東映、主演：桜木健一
- 白い牙 - 1974年8月31日放映 第22話「クレージーライダー」 日本テレビ・大映テレビ、主演：藤岡弘、
- 銀河テレビ小説（NHK）
  - ドラマでつづる昭和シリーズ2 青春（1975年） - 五十嵐
- 破れ傘刀舟悪人狩り - 1975年3月23日放映 第26話「生きていた女」 NETテレビ（現・テレビ朝日）・三船プロダクション、主演：萬屋錦之介
- 夜明けの刑事 - 1975年7月2日放映 第30話「バクチの好きな夫に気をつけろ!!」TBS・大映テレビ、主演：坂上二郎
- 大江戸捜査網第3部 - 1975年7月19日放映 第96話「暗殺者たちの罠」 東京12チャンネル（現・テレビ東京）・三船プロダクション、主演：里見浩太朗（27話 - ）

## エピソード
- ザ・タイガースの元に居候していたことがある[2]。
- 1969年3月、脱退した加橋かつみに代わるザ・タイガースの新メンバーの候補として、高岡建治、篠崎正嗣、岸部シローと共に名前を挙げられた。「他人(見ず知らずの者)を入れたくない」というメンバーの意向により、岸部が新メンバーとなった。
- 第47回 日劇ウエスタン・カーニバルで競演した西城秀樹、伊丹幸雄と共に「新人三羽烏」と呼ばれた。